# Scarabaeus semipunctatus
Scarabaeus semipunctatus Fabricius, 1792, è un coleottero appartenente alla famiglia Scarabaeidae. Come altri insetti del genere Scarabaeus, può essere chiamato con il nome comune di scarabeo stercorario (che non è unico a questa specie), per il regime dietetico coprofago e l'abitudine di costruire nidi pedotrofici costituiti da palline di sterco fatte rotolare e poi interrate.

## Descrizione
L'adulto ha corpo compatto e robusto, lungo da 15 a 24 mm, di colore nero. La morfologia, tipica della generalità degli Scarabaeus, è caratterizzata dallo sviluppo di robusti denti triangolari disposti in serie sul lato esterno delle tibie anteriori, adattamento che permette loro di muoversi agevolmente e scavare in substrati sciolti e incoerenti come la sabbia. Il torace presenta processi tegumentali, sempre in forma di denti triangolari, sul margine anteriore del pronoto e una punteggiatura foveolata sul metanoto.

## Distribuzione e habitat
È una specie comune nei paesi attorno al mar Mediterraneo, compresa l'Italia. Si rinviene in aree calde e soleggiate, spesso su suoli sciolti o sabbiosi, frequentate da animali al pascolo. È attivo nelle ore più calde del giorno, durante le quali va alla ricerca del cibo, costituito da escrementi animali, in particolare quelli di grandi mammiferi erbivori.
Lo sterco viene appallottolato a formare una grande sfera che lo scarabeo spinge, facendolo rotolare, verso la propria tana, costituita da una galleria profonda circa 50 cm.

## Riproduzione
La femmina depone le uova nella sfera di sterco, all'interno della quale cresceranno le larve.